# Julus rimosus
Julus rimosus är en mångfotingart som beskrevs av Karsch 1881. Julus rimosus ingår i släktet Julus och familjen kejsardubbelfotingar. Inga underarter finns listade i Catalogue of Life.